# Dania rituală în islam
Dania rituală, unul dintre stâlpii islamului, este privită ca o formă de purificare a averii. Cuvântul danie care corespunde cuvântului arab zakat sau sadaqa se referă la un impozit perceput pe anumite tipuri de bunuri și distribuit unor persoane care au nevoie de ajutor sau care trebuie să fie recompensate pentru servicii legate de colectarea și distribuirea acestor ajutoare..

## Semnificațiazakat-ului
Zakat, numită și sadaqa, este un fel de danie sau taxă pe avere. Procentul perceput, care poate fi a zecea parte, a douăzecea parte, este reglementat în cărțile de drept canonic, în funcție de natura bunurilor impozitate: produse agricole, turme, bani. Zakat-ul este privit ca o formă de purificare a averii. Instituția lui își are originea în perioada lui Muhammad și se dezvoltă mult în timpul primului calif, Abu Bakr, devenind sursa esențială de venituri care au făcut posibilă expansiunea imperiului islamic. În principiu, era percepută în natură, în fiecare an, din averea fiecărui musulman. Potrivit Coranului, nu trebuie cheltuită decât în scopuri umanitare bine definite în acest text: răscumpărarea înrobiților, ajutorarea membrilor comunității, drumeților, celor înglodați în datorii, voluntarilor în războiul sfânt și indivizilor care, potrivit intențiilor exprimate în Coran, trebuie să fie câștigați de partea islamului.
„Milosteniile sunt pentru cei săraci și nevoiași, pentru cei care trudesc pentru ele, pentru cei care ale căror inimi sunt zdrobite, pentru răscumpărarea înrobiților, pentru cei înglodați în datorii, pentru calea lui Dumnezeu și pentru drumeți. Aceasta este o îndatorire de la Dumnezeu. Dumnezeu este știutor, Înțelept. ”— Coran
A face danii este în general, considerat în Occident, nu atât ca un act de credință, cât ca un lucru pe care este bine să-l facem, iar accentul se pune adesea mai mult pe obiectul acestui gest – cei fără adăpost, săracii – decât actul în sine al dăruirii. În islam a face milostenie este considerat mai degrabă un act de credință. Se consideră că o astfel de donație purifică ceea ce rămâne. Regulile după care se calculează cât anume trebuie să facă milostenie un musulman sunt la fel de precise ca și acelea după care se calculează impozitul pe venit. 
Zakat-ul se plătește în funcție de diferite categorii de venit, de la 2,15% până la 10%. Milostenia se plătește numai atunci când a fost depășit un anume prag economic, astfel că ea nu este plătită și de cei săraci. Pentru cei cărora li se cere să plătească pomana, ea trebuie să fie calculată și plătită o dată pe an. De asemenea, este bine să dai bani în plus fața de această plată anuală, milostenie care însă nu este obligatorie și se numește sadaqa. Cei credincioși oferă adesea sadaqa, chiar dacă nu sunt deosebit de bogați. De exemplu, dacă vânzătorului îi rămân la sfârșitul zilei legume parțial stricate, acesta le oferă drept sadaqa..
Teoretic, zakat și sadaqa sunt plătite lui Dumnezeu. În practică, unii musulmani plătesc zakat către fondurile publice, private sau intituții de caritate, care mai apoi le distribuie, iar unii plătesc direct către săraci, adesea angajând un intermediar ca să nu-și dezvăluie identitatea. Este greu de precizat câți dintre musulmanii din zilele noastre plătesc milostenia așa cum ar trebui să o facă. Uneori, analiștii musulmani remarcă faptul că, dacă musulmanii bogați ar fi plătit într-adevăr zakat-ul obligatoriu, nu s-ar mai pune problema sărăciei și nu ar mai fi nevoie de programe coordonate de stat pentru acordarea de ajutoarea sociale. În general, cu cât musulmanii sunt mai credincioși, cu atât este mai mare posibilitatea ca zakat-ul să fie plătit în totalitate.

## Zakat-ul înCoran
Numeroase verste din Coran fac referire la dania rituală:
„Celor care cred în Taina celor care săvârșesc rugăciunea, celor care dau milostenie din ceea ce le-am dăruit. ”— Coran, 2:3
„Săvârșiți-vă rugăciunea, dați milostenia! Îngenunchiați alături de cei care îngenunche. ”— Coran, 2:43
„Săvârșiți-vă rugăciunea, dați milostenia! Binele făcut pe pământ îl veți afla la Dumnezeu, căci Dumnezeu este văzător a ceea ce faceți. ”— Coran, 2:210
„Ei te vor întreba ce mislostenie să dea. Spune-le: ceea ce dați milostenie din avere să fie pentru părinți, pentru cei apropiați, pentru orfani, pentru săraci și pentru drumeți. ”— Coran, 2:215
„O, voi ce credeți! Dați milostenie din ceea ce v-am dăruit, înainte de a veni o zi, când nici negoțul, nici prietenia, nici mijlocirea nu vor mai sluji la nimic. ”— Coran, 2:254
„Voi nu veți ajunge la cuvioșie, dacă nu veți da ca milostenie din ceea ce iubiți. Orice dați ca milostenie, Dumnezeu știe. ”— Coran, 3:92
„Celor care dau milostenie, fie că sunt în îndestulare, fie că sunt în lipsuri, celor care își stăpânesc mânia, celor care le iartă oamenilor, căci Dumnezeu îi iubește pe făptuitorii de bine. ”— Coran, 3:134

## Legături externe
- Shia Muslims view on Zakat
- Sunni Muslims view on Zakat Pages Arhivat în 4 martie 2016, la Wayback Machine.
- Peasant opposition to the Islamic Zakat and the Christian Tithe Arhivat în 31 ianuarie 2016, la Wayback Machine., James Scott (1987), Journal: Comparative Studies in Society and History
- THE INFLUENTIAL LEGACY OF DUTCH ISLAMIC POLICY ON THE FORMATION OF ZAKAT (ALMS) LAW IN MODERN INDONESIA, Arskal Salim (2006), Journal: Pacific Rim Law & Policy Review